# Маленький секрет Гиллери
«Маленький секрет Гиллери» (англ. Gillery's Little Secret) — короткометражный фильм 2006 года режиссёра T.M. Scorzafava.

## Сюжет
Гиллери приезжает в родной город на празднование 20-летия школьного выпуска. Неожиданно в кафе к ней подсаживается молодая девушка, Блейк, и спрашивает, почему она уехала из города после школы. Выясняется, что Блейк — дочь Бернадет и Джастина Смита, старых знакомых Гиллери. Между Бернадет и Гиллери был роман, но они расстались. Блейк много раз слышала про Гиллери, но мать никогда не отвечала на вопросы про неё.
К Гиллери приезжает партнёрша Эбби, пытаясь помочь, но без встречи со старой любовью ничего не прояснить. Во время разговора с Бернадет выясняется, что Блейк всегда была для матери напоминанием о Гиллери, и теперь она хочет, чтобы Гиллери взяла дочь под опеку. Дочь тоже хочет уехать из города, как когда-то Гиллери, и родители не в силах её удержать.
Гиллери заново переживает случившееся много лет назад. Теперь у неё есть Эбби, и это её дом. И она обязательно позаботится о Блейк, в память обо всём, что случилось.

## Актёрский состав
| В ролях         |  | Персонаж |
| --------------- |  | -------- |
| Аннабет Гиш     |  | Гиллери  |
| Элисон Смит     |  | Бернадет |
| Джули Энн Эмери |  | Эбби     |
| Жанетт Брокс    |  | Блейк    |